# 赵慈
赵慈（2世纪—186年），东汉末年的军士。
东汉末年发生江夏士兵赵慈起事。中平三年（186年）二月，江夏郡（在今湖北省云梦县）的兵士赵慈聚众造反，杀死南阳郡（今河南省南阳市）太守秦颉，攻没六县。六月，荆州刺史王叡讨伐赵慈，将他斩杀，平定赵慈起事。